# Gauche unitaire
La Gauche unitaire (GU) est une organisation politique française, fondée en 2009 avant d'être intégrée au Parti communiste français en 2015. Gauche unitaire a été l'une des trois forces politiques fondatrice du Front de gauche, mais a suspendu sa participation à cette alliance en avril 2014.
Son porte-parole était Christian Picquet, lui-même ancien dirigeant de la Ligue communiste révolutionnaire (LCR) et ancien animateur de l'association Unir jusqu'à leurs dissolutions respectives.

## Histoire

### Prémices
Gauche unitaire est issue de la scission du courant « Unir » de l'ex-LCR (dont une partie des membres a fait un passage éphémère au Nouveau Parti anticapitaliste, NPA), favorable à une participation commune avec le PCF et le PG pour les élections européennes de 2009 dans le cadre du Front de gauche. La motion présentée au conseil politique national du NPA n'ayant alors recueilli que 3,7 % des voix.
L'autre partie du courant Unir, opposée à la constitution de Gauche unitaire, s'engage alors dans la construction d'un courant interne au NPA, Convergences et alternative, officiellement créé le 17 mai 2009.

### Création
Au moment de la décision du Conseil politique national du NPA de ne pas poursuivre les discussions avec le PCF et le PG, quatre anciens dirigeants de la LCR, Alain Faradji, Céline Malaisé, Christian Picquet et Francis Sitel, lancent le 8 mars 2009 Gauche unitaire, appelant leurs camarades et tous ceux qui se reconnaissent dans leur démarche à rejoindre le Front de gauche. Ce même jour, Christian Picquet annonce alors la création de GU lors du meeting de lancement du Front de gauche pour changer d'Europe, au Zénith de Paris jusqu'à leurs dissolutions respectives.

### Rapport au Front de gauche

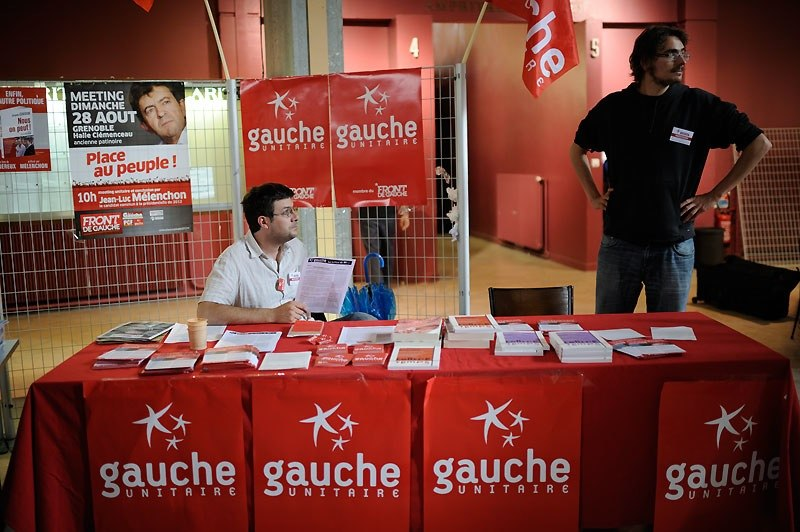
Stand de la Gauche unitaire aux universités d'été du Parti de gauche de 2011.

Gauche Unitaire considère que les dernières séquences électorales ont été l'occasion pour le Front de gauche d'incarner une première ébauche d'alternative politique à la droite et au « social-libéralisme » incarné par le PS et qu'il est possible pour le Front de gauche de devenir majoritaire à gauche. La GU estime par conséquent qu'il est nécessaire de développer son activité et son champ d'influence à l'ensemble des régions, pour amplifier les succès électoraux du Front de gauche. Pour cela, Gauche unitaire participe au processus de « Programme partagé » du Front de gauche lancé à la Fête de l'Humanité 2010 et porte également l'exigence de tenir des « Assises du Front de gauche » pour faire le bilan politique de l'ancrage local du Front de gauche et pour répondre à toutes les questions d'ordre sociétal, en rassemblant « toutes les forces du mouvement social, des syndicalistes, des militants associatifs, qui permettraient d’aboutir à la "plate forme partagée" du Front de Gauche. »
Le 15 juin 2013, des discussions sont entamées à la suite d'une réunion organisée par la FASE, la GA, C&A, Les Alternatifs, République et socialisme et quelques personnalités non-encartées. Gauche unitaire apparaît cependant divisée au sujet de cette initiative : une minorité des militants, suivant le porte-parole Christian Picquet, refusent ce processus, tandis que d'autres souhaitent y participer. Depuis début 2013, ces organisations créent un bulletin d'information et de débat commun intitulé Trait d'union dont le premier numéro est sorti en janvier 2013.
Le 23 novembre 2013, la FASE, la GA, C&A, et Les Alternatifs tombent d'accord pour lancer un mouvement unique, Ensemble, qui s'apparente à un « troisième pôle anticapitaliste » au sein de Front de Gauche, afin de peser plus dans les débats internes. En conséquence, une large majorité des adhérents de Gauche unitaire font le choix de rejoindre cette nouvelle organisation sans pour autant vouloir quitter Gauche Unitaire, alors que plusieurs dirigeants du parti refusent une éventuelle fusion par crainte d'un nouveau NPA, ce qui entame un début de division stratégique interne. Lors des élections municipales de 2014 à Paris, la GU rejoint contre l'avis de ses adhérents (vote à 75 % contre cette décision) la liste d'Anne Hidalgo dès le premier tour.
Le 29 avril 2014, la Gauche unitaire annonce la suspension de sa participation aux instances nationales du Front de Gauche et le retrait de certains de ses candidats (que GU estime mal placés) des listes aux élections européennes. Éric Coquerel (PG) juge cette décision « regrettable, mais GU ne représente que quelques dizaines de militants dans tout le pays [500 selon la GU] […]. Le vrai problème de GU, c’est qu’ils ont perdu les deux tiers de leurs adhérents. »

### Dissolution et intégration au sein du Parti communiste français
Le 8 septembre 2015, Pierre Laurent, secrétaire national du PCF, annonce sur son blog la dissolution de la GU et sa fusion au sein du PCF. Une déclaration commune aux deux partis énonce que : 

« le IIIe Congrès de Gauche unitaire, fin juin 2015, a considéré que l’heure n’était plus à l’émiettement et à l’éparpillement des forces travaillant à ouvrir une nouvelle perspective pour la gauche. Elle a donc décidé de regrouper ses forces avec celles du Parti communiste français au sein de ce dernier. À la suite des discussions positives ayant eu lieu tout l’été avec la direction du PCF et des échanges, tout aussi positifs, entre militants des deux formations, cette décision a été définitivement ratifiée les 5 et 6 septembre par les délégués des sections de Gauche unitaire, réunis à Paris. »

Deux jours plus tard, une conférence de presse confirme l'intégration des membres de la Gauche unitaire au sein du PCF, Pierre Laurent indiquant que les « dirigeants et militants vont prendre leur place normalement dans le vie du parti et de ses instances. » Quatre dirigeant de l’ex-GU seront désormais invités permanents du conseil national et Christian Picquet siégera également au comité exécutif national du PCF.

## Idéologie
Dans sa déclaration constitutive, Gauche unitaire se donne pour objectif « de faire émerger, dans l’avenir, un parti large et pluraliste, rassemblant l’ensemble des forces, courants et militants souhaitant défendre ensemble la perspective d’un socialisme démocratique […] afin de créer les conditions d’un gouvernement qui prenne de réelles mesures de rupture avec les logiques capitalistes et libérales, se distinguant ainsi radicalement des alternances du passé. »
Selon les statuts adoptés à la même occasion, la « rupture nécessaire […] ne se fera probablement pas selon le schéma d’une généralisation des luttes conduisant à un unique et bref affrontement avec le pouvoir central » mais « sur un double processus de mobilisations sociales prolongées et de consultations populaires. »
Gauche unitaire déclare s'adresser aux militants du NPA, mais aussi à ceux « d’autres formations politiques, qu’ils soient syndicalistes ou animateurs du mouvement associatif ».

## Campagnes électorales

### Élections européennes 2009
Aucun des candidates et candidats de la GU présents dans plusieurs circonscriptions sur les listes du Front de gauche n'est élu : Christian Picquet, numéro trois en Île-de-France ; Michelle Ernis, numéro deux dans le Nord-Ouest ; Annick Monot, dans l’Ouest ; Armand Creus, dans le Sud-Est ; Céline Malaisé, dans le Grand-Est.

### Élections régionales 2010
Gauche unitaire a participé aux listes du Front de gauche et a obtenu 7 élus :
- Christian Picquet en Midi-Pyrénées
- Maïté Ballais en Auvergne
- Armand Creus en Rhône-Alpes
- Michelle Ernis en Haute-Normandie
- Jacques Lerichomme en PACA
- Céline Malaisé en Île-de-France
- Nicole Taquet-Leroy en Nord-Pas-de-Calais